# Hugh Wolff
Pour les articles homonymes, voir Wolff.
Hugh Wolff (Paris, 21 octobre 1953) est un chef d'orchestre américain.

## Biographie
Hugh Wolff naît à Paris, fils d'un diplomate américain, avant que sa famille ne retourne aux États-Unis en 1963. Il étudie le piano avec Leonard Shure à Harvard, la composition avec George Crumb et Leon Kirchner jusqu'en 1975. Il se perfectionne au Institut Peabody à Baltimore avec Leon Fleisher et est diplômé en 1977 et 1978. Il poursuit ses études un an au Conservatoire de Paris avec Pierre Sancan et Olivier Messiaen pour la composition et Charles Bruck pour la direction d'orchestre. 
De retour aux États-Unis, de 1979 à 1982, il sert dans le fonds de promotion artistique pour les chefs d'orchestre au National Symphony Orchestra à Washington, sous la direction de Mstislav Rostropovitch. De 1982–1985, il y occupe le premier poste de chef associé et fait ses débuts avec l'orchestre, à Carnegie Hall en 1980. En outre, il est directeur musical de l'Orchestre philharmonique Northeastern de Pennsylvanie, de 1981 à 1986.
De 1985 à 1993, il est directeur de la musique de l'Orchestre symphonique du New Jersey et à partir de 1988, principal chef d'orchestre de l'Orchestre de chambre de Saint Paul, puis en est nommé directeur musical en 1992 jusqu'en 2000. En 1997, il est premier chef de l'Orchestre symphonique de la radio de Francfort jusqu'en 2006. En tant que chef invité, il dirige à Boston, Chicago, New York, Philadelphie et San Francisco, de même qu'en Europe, où il dirige l'Orchestre philharmonique tchèque, le Philharmonique et le Symphonique de Londres, les orchestres de Birmingham, de Leipzig et l'Orchestre national de France.
Il enseigne au Conservatoire de Boston. Son épouse est la harpiste Judith Kogan.
De 2017 à 2021}}, il est chef et directeur musical de l'Orchestre national de Belgique, dont il conserve le titre de chef d'orchestre émérite et où il  est régulièrement invité, après l'entrée en fonction de son successeur Antony Hermus. .

## Créations
- John Corigliano,
- Tod Machover,
- Andrzej Panufnik,
- Tōru Takemitsu,
- Stephen Albert, Symphonie no 2 (1994)
- Erich Urbanner, Multiphonie (1999)
- Michael Colgrass, Arias (2002)[5]
- Tan Dun, Concerto pour orchestre (2013, création américaine)
- Aaron Jay Kernis, Symphonie no 4 « Chromelodeon » (2018)[6]
- Annelies Van Parys, A War Requiem (novembre 2018)[7]

## Discographie
Hugh Wolff enregistre pour Teldec/Warner, Argo/Decca, CPO, HR-Musik, BIS et Sony.